# Stromatinia
Stromatinia — рід грибів родини Sclerotiniaceae. Назва вперше опублікована 1907 року.